# Дрејтон (Северна Дакота)
Дрејтон (енгл. Drayton) град је у америчкој савезној држави Северна Дакота.

## Демографија
По попису из 2010. године број становника је 824, што је 89 (-9,7%) становника мање него 2000. године.
| Група             | 2000.       | 2010.       |
| Белци             | 881 (96,5%) | 799 (97,0%) |
| Афроамериканци    | 0 (0,0%)    | 3 (0,4%)    |
| Азијати           | 0 (0,0%)    | 0 (0,0%)    |
| Хиспаноамериканци | 19 (2,1%)   | 12 (1,5%)   |
| Укупно            | 913         | 824         |